# Sarah Grappin
Pour les articles homonymes, voir Grappin.
Sarah Grappin est une actrice française, née le 11 août 1978 à Paris.

## Biographie
En 1995, alors adolescente, Sarah Grappin est révélée en tenant l'un des rôles principaux du film Le Nouveau Monde, réalisé par Alain Corneau.
En 2017, elle apparaît dans le film de Cédric Klapisch Ce qui nous lie dans le rôle de la mère au côté de Pio Marmaï et d'Ana Girardot.

### Relation d'emprise
En février 2024, dans le contexte des accusations de Judith Godrèche à l'encontre de Benoît Jacquot et Jacques Doillon, Sarah Grappin déclare avoir subi des agressions sexuelles de la part d'Alain Corneau dans les années 1990, alors qu’elle avait 16 ans et lui 52. L'actrice dit avoir été alors sous l'emprise du cinéaste.

## Filmographie

### Cinéma
- 1995 : Le Nouveau Monde d'Alain Corneau : Marie-José Vire
- 1998 : Petits Désordres amoureux d'Olivier Péray : Sophie
- 1999 : Nos vies heureuses de Jacques Maillot : Sylvie
- 1999 : Wo de 1919 de Huang Jian-zhong : Jeanne
- 2001 : J'ai tué Clémence Acéra de Jean-Luc Gaget : voix
- 2003 : Je t'aime, je t'adore de Bruno Bontzolakis : Delphine
- 2005 : Le Promeneur du Champ-de-Mars de Robert Guédiguian : Judith
- 2005 : Foon de Benoît Pétré, Deborah Saïag, Mika Tard, Isabelle Vitari, alias Les Quiches : Une étudiante
- 2006 : Nocturnes de Henry Colomer : La mère
- 2007 : Les Yeux bandés de Thomas Lilti : Louise
- 2008 : Les Liens du sang de Jacques Maillot : Lydie (scènes coupées)
- 2008 : La Tangente (court métrage) de Vincent Vesco : Elle
- 2009 : Romaine par moins 30 d'Agnès Obadia : voyageuse (scènes coupées)
- 2009 : Ah ! la libido de Michèle Rosier : Charlotte
- 2009 : Le Bureau des jours perdus (court métrage) de Jean-François Fontanel : Marie
- 2010 : Si les papillons parlaient de Stefan Libiot : Zoé
- 2010 : La Fille de l'homme (court métrage) de Manuel Schapira : Estelle, la mère
- 2011 : A trois (court métrage) de Vanessa Clément : la femme
- 2012 : Mariage à Mendoza d'Edouard Deluc : Mélanie (voix)
- 2014 : Pitchipoï de Charles Najman : Esther
- 2014 : Zouzou de Blandine Lenoir : Marie
- 2015 : Le Premier pas (court métrage) de  Vanessa Clément : Lucia
- 2015 : L'Amérique de la femme (court métrage) de Blandine Lenoir : Marie
- 2017 : Ce qui nous lie de Cédric Klapisch : la mère
- 2017 : Flèches (court métrage) d'Aline Ahond
- 2017 : Lili dans les nuages (court métrage) de Toma Leroux
- 2020 : Jean (court métrage) de Marion Auvin : Maud (voix)

### Télévision
- 1998 : Frères et flics (série télévisée) : Grazzia
- 1999 : Madame le Proviseur (série télévisée), épisodes La Saison des bouffons et L'Heure de la sortie de Jean-Marc Seban : Anne
- 1999 : The Bill (série télévisée) ,saison 15, épisode 37 Foreign Body de Chris Lovett : Aurélia
- 2000 : Un homme en colère (série télévisée) , épisode 9 Un amour sans limite d'Elisabeth Rappeneau : Camille
- 2001 : Julie Lescaut (série télévisée), saison 10, épisode 3 À couteaux tirés de Pierre Aknine : La serveuse
- 2002 : Froid comme l'été (téléfilm) de Jacques Maillot : Rachel
- 2005 : L'Homme pressé (téléfilm) de Sébastien Grall : Hedwige de Bois Rose
- 2008 : Répercussions (téléfilm) de Caroline Huppert : Emma Lambert
- 2016 : Les Hommes de l'ombre (série télévisée), saison 3, 4 épisodes : Marianne Joly
- 2018 : Dix pour cent (série télévisée), saison 3, épisode 1 Jean d'Antoine Garceau : Alice Dujardin
- 2018 : Munch (série télévisée), saison 2, épisode 5 A couteaux tirés de Frédéric Berthe : Amélie Daguerre

## Théâtre
- 2011 : Le Nombril de Jean Anouilh, mise en scène Michel Fagadau, Comédie des Champs-Élysées.

## Distinctions
- Festival de la fiction TV de Saint-Tropez 2002 : Meilleure interprétation féminine pour Froid comme l'été [2]